# 私は息子を兵士に育てなかった

楽譜の表紙（1915）

私は息子を兵士に育てなかった（英: I Didn't Raise My Boy to Be a Soldier）は、第一次世界大戦に参戦する以前のアメリカに存在した平和主義運動で影響力があった反戦歌である。アルフレッド･ブライアンが詞を書き、アル・ピアンタドーシが作曲したこの歌にはいくつかの後続作や模倣が現れたが、一方で無数の辛辣なパロディの源泉ともなった。

## 平和主義と反戦歌
第1次世界大戦が勃発すると、アメリカ人はヨーロッパの紛争に巻き込まれることを恐れ、平和を訴える声を上げ始めた。いくつもの反戦歌が生まれ忘れられていったが、その中でも1915年に出版されたこの「私は息子を兵士に育てなかった」はおそらく最も有名な歌であり、平和を求める人々の連帯をうながし、反戦運動を国政の舞台に上せることを可能にした。この歌が成功し、結果として政治的な強度を得たことで、平和主義運動は必ずしも平和を優先しない層にも支持者を増やした。再建期のアメリカ南部は内戦はもはや正当化されないという主張をヨーロッパでの戦争に嫌悪感を抱く大衆に訴えたし、婦人参政権論者は平和運動の政治的な可能性と女性の投票権獲得を目指す運動への影響力を見越していた。1930年代後半に「神の恵みの国」("God's Country")がヒットしたように、アメリカのポピュラーミュージックには「概して大衆の孤立主義的な傾向がみてとれ」、戦争を支持する歌を書く人間が成功することはまれだった。
ベトナム戦争中には自動車のバンパー･ステッカーの決まり文句として、この曲のタイトルを少し変えた「"I Didn't Raise My Son to Be a Soldier"」という言葉が流行している。

### テーマ
この歌は戦争で息子を亡くした孤独な母親の嘆きを歌っている。

I didn’t raise my boy to be a soldier,（→私は息子を兵士に育てなかった）

I brought him up to be my pride and joy（→私が育てたのは自慢の息子）

この女性が歌っているのは、母親たちの自慢の息子が銃で殺し合うという戦争の皮肉である。国家間の紛争は仲裁によって解決されるもので、刀と銃に頼るべきではない。勝利も息子を失い家は荒れ果てた母親を慰めるには及ばない。母親みんなが自分たちは息子を兵士に育てなかったと言えば、戦争は終わるはずである。この歌は歌詞の通りに婦人参政権運動と平和主義運動に接続された。

### リメイク
1968年にエリ・ラディッシュ・バンドがこの歌を時代にあわせたアウトロー・カントリーのロックバージョンで録音し、ベトナム戦争に抗議した。彼らがキャピトル・レコードで出したアルバムにも同名のタイトルがつけられている。

## パロディ

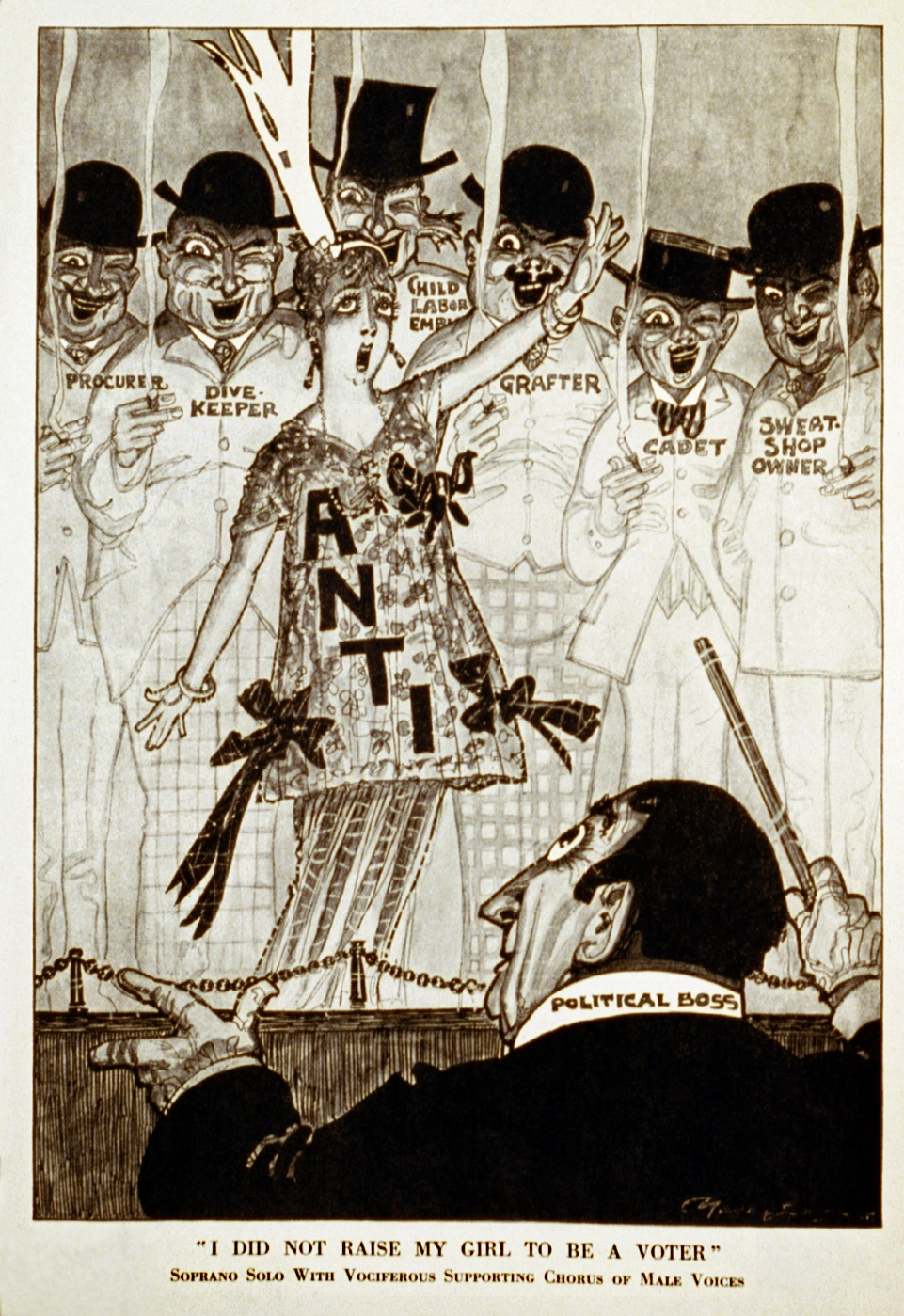
この歌をパロディしたカートゥーン「私は娘を有権者に育てなかった」（「パック」から 1915年10月）

同時代の政治家は平和主義と黎明期のフェミニズムを嫌いこの曲を攻撃した。セオドア・ルーズベルトも「『私は息子を兵士に育てなかった』という名前の歌を褒め称えている馬鹿な人間たちは、心の中で『私は娘を母親に育てなかった』という歌も褒めるような奴らなんだろう」と語ったことがある。
大戦が始まりしばらくすると大衆の心も反戦運動から離れ、「私は息子を弱虫に育てなかった」「私は兵士の母親になれて誇らしかった」のような替え歌がさかんに歌われるようになった。他にもこの歌は繰り返しパロディの対象となり（「私は息子を兵士に育てなかったけど娘は看護婦に送り出した」「私は犬をソーセージに育てなかった」…）、歌だけでなく「奴らは息子を兵士に育てなかった」のようなパロディ詩も生まれた。グルーチョ・マルクスによるこの時代に人気だったジョークは、ポーカーをしている母親がいう「私は息子の掛け金をレイズしなかった。あの子はジョーカーを持っていた」である。